# 鋸鍬形蟲
鋸鍬形蟲亦稱為鋸齒鍬形蟲，是鍬形蟲科昆蟲的一種。分布於日本和韓國地區。
鋸鍬形蟲以鋸齒狀、像牛角般彎曲的鉗顎而得名，這很可能是為了和獨角仙爭奪樹脂而演化出來的。幼蟲時期會維持1~3年，在蛹的階段會有一個多月。成蟲的雄性有26~74.5毫米，而雌性則是19.5~41毫米。

## 延伸閱讀
- 小林準治; 手塚治虫. 朱耀沂（翻譯） , 编. . 玉山社. 2004-01-03 [2004]. ISBN 986-781-944-6 （中文）.（繁體中文）
- . 昆虫と自然 (ニュ－・サイエンス社). 2003-03  [2015-07-18]. （原始内容存档于2021-01-26） （日语）.
- . ビー・クワ (むし社) （日语）.[]
- . 月刊むし (むし社) （日语）.[]